# Parasmittina spathulata
Parasmittina spathulata är en mossdjursart som först beskrevs av Smitt 1873.  Parasmittina spathulata ingår i släktet Parasmittina och familjen Smittinidae.
Artens utbredningsområde är Mexikanska golfen. Inga underarter finns listade i Catalogue of Life.